# Martin Wood
Martin Wood kanadai rendező és producer, aki az 1990-es évek közepe óta rendez. Fő területe a science fiction, legismertebb munkái rendezőként és producerként is a Csillagkapu sorozat, illetve annak spin-off sorozata, a Csillagkapu: Atlantisz.

## Pályája
Martin Wood televíziós pályáját 1995-ben kezdte. Bár legismertebb a Csillagkapu univerzum terén végzett munkája, sok más televíziós sorozat rendezője volt még, mint A láthatatlan ember (televíziós sorozat) és az A bolygó neve: Föld. Ezek mellett Martin két televíziós különkiadást is rendezett a bölcsőhalál témájában.
Peter DeLuise, Andy Mikita és Will Waring mellett Martin Wood is a Csillagkapu sorozat fontosabb rendezői közé tartozott annak tízéves futása során. Időnként meg is jelent néhány általa rendezett epizódban, többször szerelőként segítette Siler őrmestert egy hatalmas villáskulccsal a kezében, ami több belső humor forrása volt a stábon belül. Első szerepe a sorozat századik, Wormhole X-Treme! című részében volt, ahol a paródia rendezőjeként jelent meg. A Csillagkapu és Csillagkapu: Atlantisz sorozatok DVD-inek több extrájában is szerepelt, interjúk vagy audiokommentárok keretében.
2007-től napjainkig is a Sanctuary – Génrejtek című sci-fi-fantasy televíziós sorozat rendezője, melynek Amanda Tapping a főszereplője, valamint társproducere és társrendezője is. Wood rendezője lesz vannak a harmadik csak DVD-re készülő Csillagkapu filmnek is, melynek jelenleg csak előkészületei folynak.

## Filmjei

### Rendező
- Untitled Stargate: SG-1 Project (készül) (2010)
- Sanctuary – Génrejtek (2008 –)
- Csillagkapu: Continuum (2008)
- Csillagkapu: Atlantisz (2004 - 2008)
- Sanctuary – Génrejtek webepizódok (2007)
- Csillagkapu (televíziós sorozat) (1998 - 2006)
- Androméda (televíziós sorozat) (2004 - 2005)
- Jeremiah (2002 - 2003)
- Just Deal (2002)
- A bolygó neve: Föld (2001 - 2002)
- A láthatatlan ember (televíziós sorozat) (2001)
- The Impossible Elephant (2001)
- SIDS: Uncovering the Mystery (2001)
- Vicki Gabereau: The Mouth that Roared (1999)
- Teenage Space Vampires (1999)
- Silk Stalkings (1997 - 1999)
- Pierre Berton: Canada's Arrogant Icon (1999)
- Life and Times (1997)
- Listen Up! (1997)
- Jake and the Kid (1995)
- SIDS: A Special Report (1995)
- A Great Run of China (1995)

### Producer
- Sanctuary – Génrejtek (2008 –)
- Csillagkapu: Atlantisz (2005 - 2008, társproducer 2004 - 2005)
- Sanctuary – Génrejtek webepizódok (2007)
- Csillagkapu (televíziós sorozat) társproducer (2003 - 2004)
- 40 Years of Dreaming (1997)
- Listen Up! (1997)
- SIDS: A Special Riport (1995)

### Író
- Sanctuary – Génrejtek webepizódok (7 epizód) (2007)
- 1800 Secondg: Chasing Canada's Snowbirds (2002)
- SIDS: Uncovering the Mystery (2000)
- Teenage Space Vampires (1999)
- Life and Times (1996)
- Listen Up! (1997)
- The Great Run of China (1995)

## Díjak, jelölések
Martin Wood a Toronto Sprockets International Film Festival for Children nevű filmfesztiválon közönségdíjat nyert 2001-ben a The Impossible Elephant című filmért. Ugyanezen filmért 2002-ben jelölést kapott a Directors Guild of Canada díjra, majd 2004-ben a Gemini-díjra. Kétszer jelölték Leo-díjra is, 2005-ben a Legjobb drámai sorozat kategóriában a Csillagkapu: Atlantisz sorozatban, 2009-ben pedig a Csillagkapu: Continuum című filmben végzett rendezői munkájáért..